# Ecnomina krokale
Ecnomina krokale är en nattsländeart som beskrevs av Arturs Neboiss 1978. Ecnomina krokale ingår i släktet Ecnomina och familjen trattnattsländor. Inga underarter finns listade i Catalogue of Life.